# Metapolitik
Metapolitik (aus griech. μετά metá = „danach, hinter, jenseits“ und Politik) ist ein Begriff aus der Staatslehre, der bei Analysen von Politik genutzt wird. Dabei geht es nicht um die praktische Umsetzung von Politik, sondern um deren theoretische Grundlagen unabhängig von einem bestimmten Staatswesen.
In seinem ursprünglichen Sinne wird der Begriff Metapolitik eher selten verwendet. Seit Anfang der 2000er Jahre entwickelten mehrere Personen und Gruppierungen ganz eigene Verständnisse von Metapolitik. Besonders prominent ist hierbei die Verwendung des Begriffs durch die Neue Rechte.

## Geschichte
Der Begriff taucht zum ersten Mal im französischen Sprachraum bei Joseph de Maistre auf. Im 18. Jahrhundert definierte er Metapolitik als „Metaphysik der Politik“. Vorträge der jährlich tagenden Schumacher-Gesellschaft erschienen 1985 unter dem Titel „Metapolitik“ und befassten sich mit Fragen der internationalen Politik, der Umweltpolitik und der weiteren Entwicklung der Menschheit.

## Alain Badiou
Mit seinem Buch Über Metapolitik beschäftigt sich Alain Badiou mit einer „emanzipatorischen“ Ontologie der Politik. Mit Metapolitik wird hier Politik als ein am Realen und der Praxis erprobtes Denken verstanden. Bedeutend für Politik ist für ihn dabei eine Demokratie, die sich aus der politischen Dynamik z. B. einer Fabrik- oder Landbesetzung konstituiert. Davon grenzt er alle Formen regulierter und institutionalisierter Demokratie als unpolitisch ab. Gerechtigkeit und Gleichheit, die in jeder institutionalisierten Politik entpolitisiert und stillgelegt werde, könne sich nur im Handeln der einzelnen Menschen herstellen. Aristoteles zitierend stellt er fest „Die Sucher der Gleichheit“, damit ist bei Badiou die institutionalisierte Politik gemeint, „entfachen zumeist Aufstände.“

## Begriff der Neuen Rechten
Nach einer Diskursanalyse rechtsintellektueller Medien – insbesondere der Jungen Freiheit – durch das Duisburger Institut für Sprach- und Sozialforschung (DISS) bezeichnen Theoretiker der Neuen Rechten wie Alain de Benoist mit dem Begriff Metapolitik im Rahmen einer Strategie des „Kulturkampfes“ und der „Kulturrevolution von rechts“ die „Produktion eines Interdiskurses mit dem Anspruch, Applikationsvorgaben für nichts Geringeres als den ‚Sinn des Lebens’ zu liefern“. Nach der Vorstellung Armin Mohlers, dass der „Geist die Welt regiert“, wird dabei ein von rechts spiritualisierter „Gramscianismus“ formuliert. Nach Charles Champetier und Alain de Benoist entwickle sich Geschichte „zwar aus dem Willen und dem Handeln der Menschen, doch dieser Wille und dieses Handeln äußern sich immer im Rahmen einer bestimmten Zahl von Einstellungen, Glaubensüberzeugungen und Vorstellungen, die ihnen einen Sinn geben und lenken.“ Die Neue Rechte bzw. in Frankreich die „Nouvelle Droite“ will nach de Benoist diese Vorstellungen – in Form von „Ideen“ bzw. Mythen wie Volk und Nation für das „Kollektivbewusstsein“ – erneuern und „auf höchster Ebene durch neue Synthesen dem Leben wieder Sinn“ geben und durch „querverbindende Denkweise“ eine „zusammenhängende Weltanschauung [...] bieten.“ Roger Griffin sieht darin die Tendenz, „den Faschismus zu einer rein metapolitischen Gestalt zu transformieren“. Auch das von Karlheinz Weißmann in der Zeitschrift Criticón vorgestellte Konzept der Jungen Freiheit, der „Besetzung von Feldern im vorpolitischen Raum“, um „Informationen und Lebensgefühl durch ein ganzes Kapillarsystem sickern zu lassen“, wird vom DISS als metapolitische Strategie zur „Erringung der kulturellen Hegemonie“ gesehen. Nach Karlheinz Weißmann biete die Junge Freiheit dazu eine subkulturelle Möglichkeit und „nur eine Subkultur garantiert längerfristig die Durchsetzung eigener Zielvorstellungen“.